# Germantown (Nowy Jork)
Germantown – miasto w Stanach Zjednoczonych, w stanie Nowy Jork, w hrabstwie Columbia.